# 2014 SS349
2014 SS349, também escrito como 2014 SS349, é um objeto transnetuniano que está localizado no disco disperso, uma região do Sistema Solar. Ele possui uma magnitude absoluta de 7,6 e tem um diâmetro estimado em torno de 133 km.

## Descoberta
2014 SS349 foi descoberto no dia 19 de setembro de 2014 pelos astrônomos Scott S. Sheppard e Chadwick Trujillo.

## Órbita
A órbita de 2014 SS349 tem uma excentricidade de 0,682 e possui um semieixo maior de 143 UA. O seu periélio leva o mesmo a uma distância de 45,450 UA em relação ao Sol e seu afélio a 240 UA.